# George Harcourt
George Granville Harcourt (Venables-Harcourt né Vernon-Harcourt, 6 août 1785 - 19 décembre 1861) est un homme politique britannique whig , puis conservateur.

## Biographie
Il est le fils aîné de l'évêque Edward Venables-Vernon-Harcourt ,.

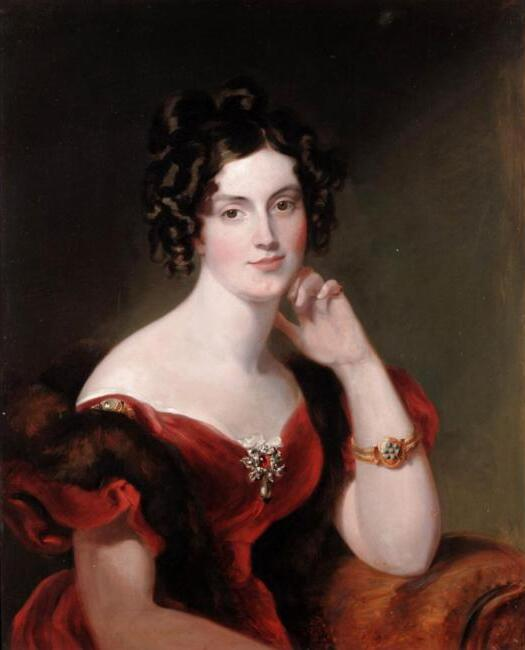
Lady Elizabeth Bingham, épouse de George Harcourt par George Hayter

Il est élu député de Lichfield en 1806 et il le représente jusqu'à son élection pour l'Oxfordshire en 1831. En 1850, il est le plus ancien membre de la Chambre des communes et devient ainsi le père de la Chambre des communes pendant les 11 dernières années de sa vie.
Le 27 mars 1815, il épouse Lady Elizabeth Bingham (fille aînée de Richard Bingham) et ils ont un enfant, Elizabeth Lavinia (décédée en 1858, mariée à Montagu Bertie) . La femme de Harcourt meurt en 1838 et il épouse ensuite Frances Waldegrave (veuve de George Waldegrave et future épouse de Chichester Parkinson-Fortescue), fille du ténor réputé John Braham .